# Musculium partumeium
Musculium partumeium är en musselart som först beskrevs av Thomas Say 1822.  Musculium partumeium ingår i släktet Musculium och familjen ärtmusslor. Inga underarter finns listade i Catalogue of Life.